# Nederlandse affichekunst

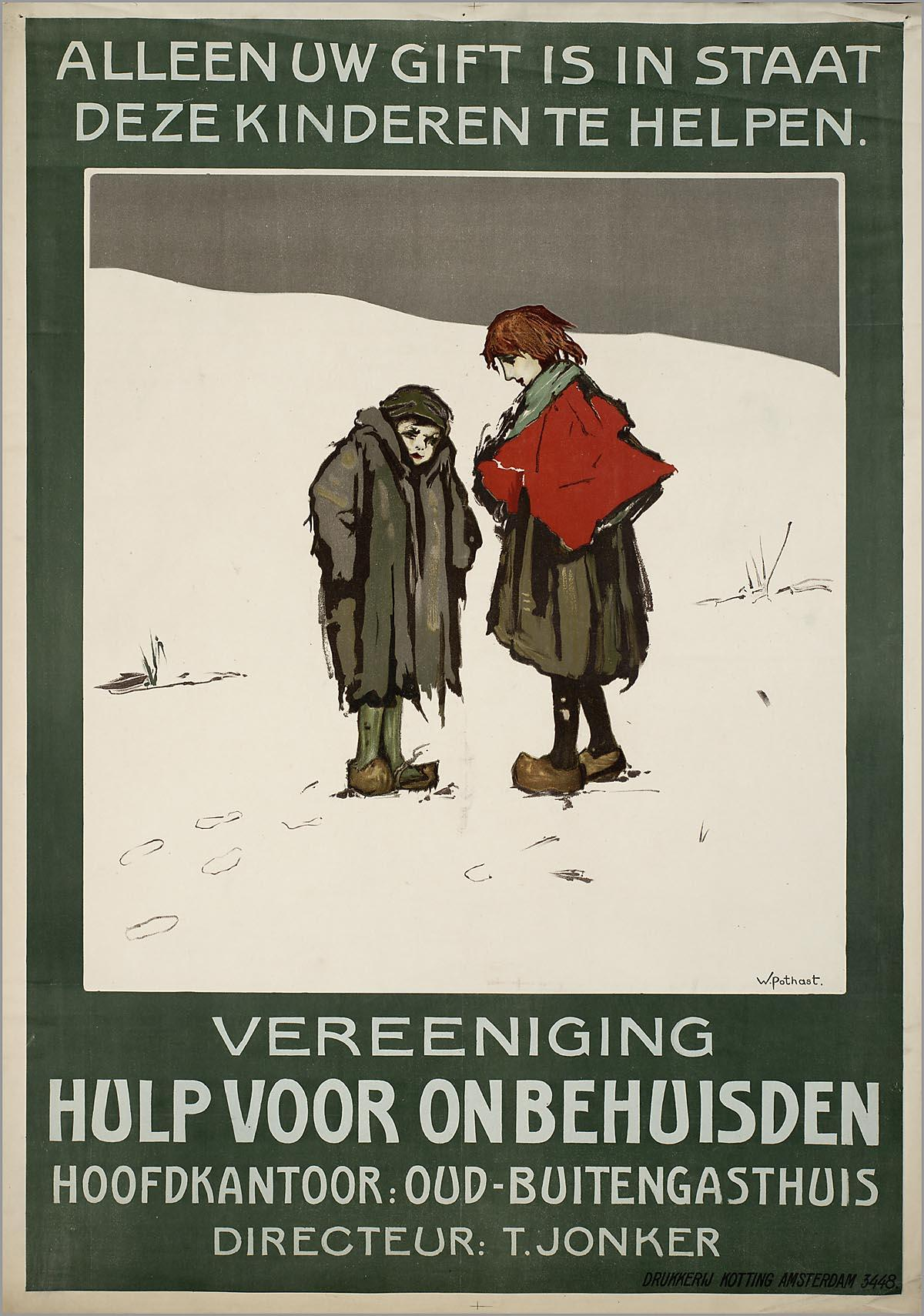
affiche gemaakt door Willem Pothast

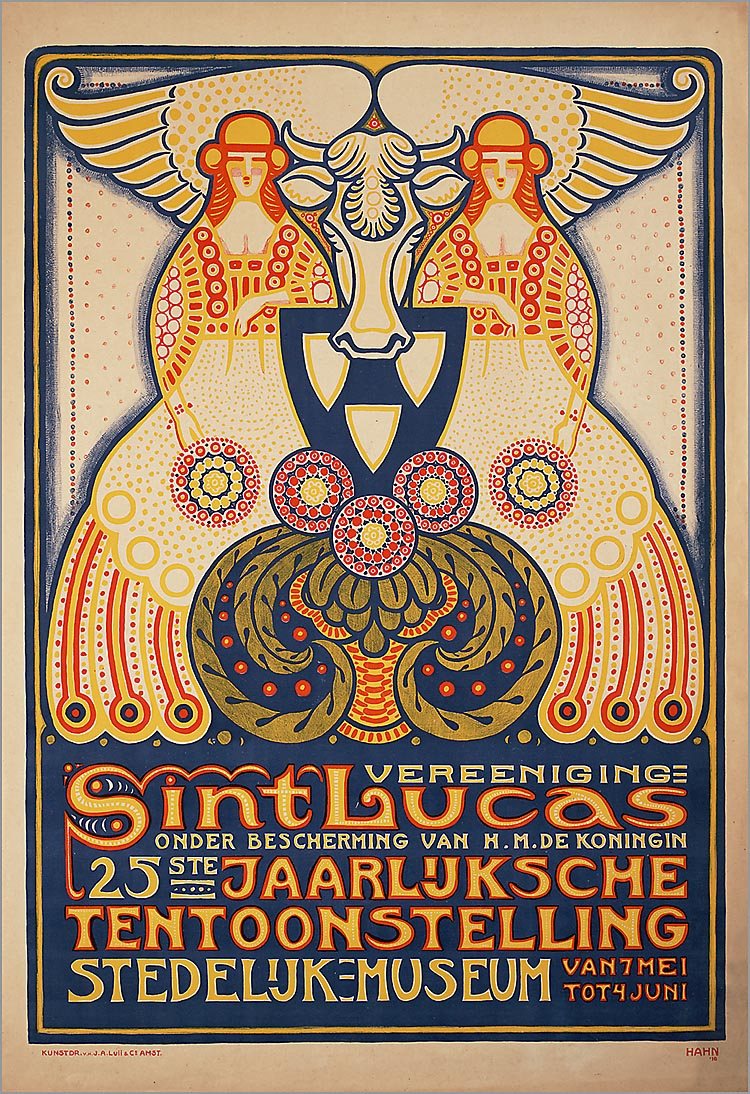
Affiche van Albert Hahn

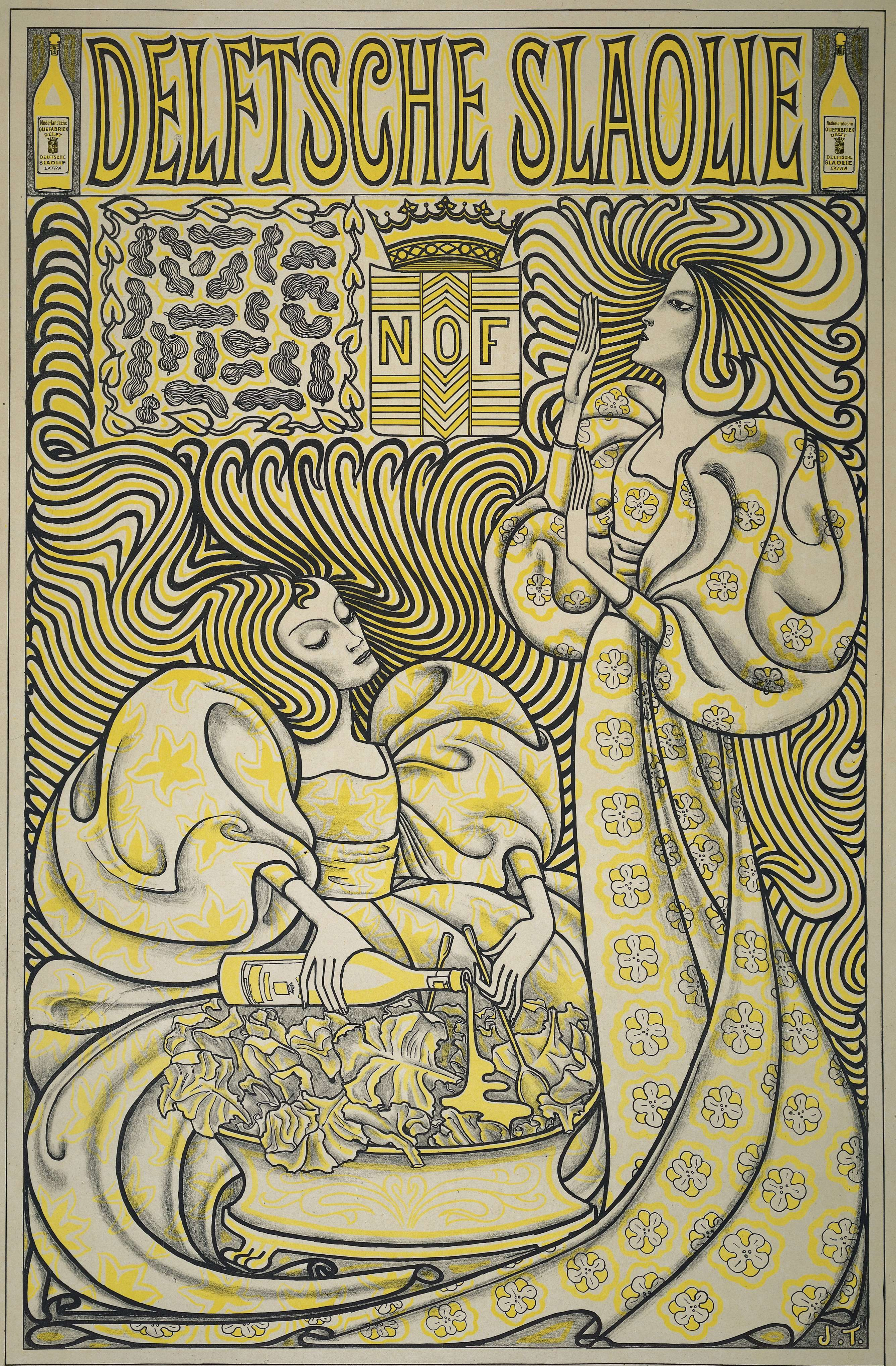
Affiche Delftsche Slaolie van Jan Toorop

In Nederland werden de kunstenaars zoals Jan Toorop (1858-1928), Jacob Jongert (1883-1942), Jan Sluijters (1881-1957), Richard Roland Holst (1868-1938), Fré Cohen (1903-1943), J.G. van Caspel (1870-1928) en anderen, geprezen voor hun kunstzinnig uitgevoerde affiches.
In de beginperiode van de moderne reclame werd de vormgeving van de affiche in Nederland vooral door deze kunstenaars gedomineerd. De wereld van de kunstenaar en het reclamebureau groeiden echter uit elkaar. De kunstenaar stond voor zijn artistieke vrijheid terwijl het reclamebureau zich op het grote publiek wilde richten. Een zakelijker stijl van reclame maken deed zijn intrede. Ook in de vormgeving werd dit zichtbaar.
Tussentijds zou de Franse graficus A.M. Cassandre (1901-1968) een bijzonder accent leggen op de uitvoering van zijn aanzienlijk aantal ontwerpen in de jaren dertig van de twintigste eeuw. Ook voor Nederlandse bedrijven maakte hij affiches. Indrukwekkend zijn de ontwerpen van zijn hand voor schepen en spoorwegen. Onder zijn invloed kreeg het affiche een totaal nieuw uiterlijk.
Bij de PTT was het de algemeen secretaris van de hoofdbestuur J.F. van Royen, die de eigentijdse vormgeving binnen het bedrijf bracht. Diverse bekende vormgevers, waaronder Piet Zwart, kregen opdrachten van Van Royen, die ook voorzitter was van de Nederlandsche Vereeniging voor Ambachts- en Nijverheidskunst (VANK).

## Collecties

### Het ReclameArsenaal
Op internet zijn veel affiches te bewonderen op sites zoals het ReclameArsenaal.
De verzameling van het ReclameArsenaal is vanaf circa 1975 bijeengebracht door diverse reclamemensen en door enkele particuliere verzamelaars en omvat zo’n 30.000 reclame-uitingen vanaf circa 1850. Op deze site staan beschrijvingen en beelden van ruim 19.000 items. Het betreft vooral affiches en klein drukwerk. Daarnaast zijn er advertenties, bioscoopdia’s, radio- en tv-commercials, verpakkingen en varia zoals emaillen borden. Het leeuwendeel van de objecten is afkomstig uit de collectie van het ReclameArsenaal. De database bevat ook de historische collectie JC Decaux (voorheen Publex BV), de affichecollectie van De Koninklijke Akademie van Beeldende Kunsten in Den Haag en de affichecollectie van de gemeente Roermond. Deze drie collecties zijn in langdurig bruikleen bij het ReclameArsenaal.

### Affichecollectie van de Universiteit van Amsterdam (Affiches Public Health)
De collectie Affiches Public Health bevat voorlichtingsaffiches uit de periode 1914-1960 uit de Bijzondere Collecties van de Universiteit van Amsterdam. De affiches behandelen onderwerpen als geslachtsziekten, tuberculose, kanker, tropische ziekten, bedrijfs- en verkeersveiligheid. Zij zijn afkomstig uit de gehele wereld. In de westerse landen werden ze meestal vormgeven door grafische kunstenaars, zoals E. Möllenkamp, Jacob Jansma, Louis Raemaekers, Ralph Moses en Rudolf Kratochvil. In Azië werd voorlichting aan de grotendeels analfabete bevolking vaak in de vorm van stripverhalen gegeven.
Verzamelaars De affiches zijn afkomstig uit de verzamelingen van Charlotte Ruys (1898-1977), in 1940 aangesteld als buitengewoon hoogleraar microbiologie der infectieziekten, en van Arie Querido (1901-1983), in 1952 benoemd als hoogleraar sociale geneeskunde. Ruys gebruikte ongetwijfeld een aantal platen rond infectieziekten in het onderwijs. Querido zag de platen als onderwijsattributen, maar ook als cultuurdragers, die de samenhang tussen geneeskunde en maatschappij op bijzondere wijze illustreerden.

### Nederlandse Vrouwenbeweging in de 20e eeuw
In het kader van het landelijke digitaliseringsproject Geheugen van Nederland zijn alle Nederlandse affiches uit de IIAV-collectie gescand en beschreven. Op basis van deze uitgebreide collectie is de ontwikkeling van de Nederlandse vrouwenbeweging in de 20e eeuw bijzonder goed te volgen. In bijna 3800 affiches wordt de strijd om de rechten van de vrouw van 1900 tot 2002 getoond. Van bijeenkomsten over Vrouwenkiesrecht tot de 'baas in eigen buik' acties van de jaren zeventig en van de vrouwenarbeid rond 1900 tot de strijd om de gezamenlijke opvoeding van kinderen in de jaren negentig. De affiches tonen de vrouwenbeweging in al haar diversiteit. Alle 3800 affiches kunnen binnenkort bezocht worden in de Database Beeldmateriaal en op de site geheugenvannederland.nl.

### Nederlands Instituut voor Oorlogsdocumentatie
De affichecollectie van het NIOD werd eind 1984 overgedragen door het toenmalige Rijksinstituut voor Oorlogsdocumentatie (RIOD) aan de Koninklijke Bibliotheek. De collectie omvat circa 5000 affiches, en is ontsloten door middel van een getypt kaartsysteem op onderwerp en op plaats van uitgave dan wel stad of streek waarop de uitgave betrekking heeft. Bovendien verscheen er een gedrukte Bestandcatalogus waarin de collectie uitgebreid beschreven is (zie literatuur).
In 1983 werd de KB door het RIOD benaderd of zij bereid zou zijn de collectie affiches uit de Tweede Wereldoorlog, die door het RIOD bewaard werd, over te nemen, omdat het RIOD deze niet op bevredigende wijze kon beheren. Na rijp beraad werd besloten de collectie over te brengen naar de KB, waar de collectie grondig gerestaureerd werd en veilig bewaard. Ongeveer 800 dubbele posters bleven bij het RIOD achter, waar ze beschikbaar zijn voor tentoonstellingen en dergelijke. De collectie in de KB wordt beschouwd als bewaarcollectie en de affiches worden slechts incidenteel uitgeleend.
In 1944 deed Radio Oranje vanuit Londen een oproep aan de Nederlandse bevolking om materiaal betreffende de oorlog te bewaren. Na de bevrijding werd deze oproep herhaald, met het verzoek alles te sturen naar het op 8 mei 1945 opgerichte RIOD. Tussen al dit materiaal bevonden zich de affiches die nu aan de KB overgedragen zijn. De collectie bestaat uit Nederlandse plakkaten en affiches uit de periode 1940-1945.
Er is een drietal genres te onderscheiden: mededelingen van officiële instanties zoals oproepen tot mobilisatie, berichten van de capitulatie en bekendmakingen van de bezetter; voorlichtingsaffiches om de bevolking tot bepaalde dingen aan te sporen zoals affiches tegen de zwarte markt of bepaalde voedingsgewoonten in tijden van voedselschaarste; propaganda- en wervingsmateriaal.

### Affiche-collectie van IHLIA LGBT Heritage
IHLIA LGBT Heritage heeft ruim 7000 homo/lesbische (actie)posters in haar bezit, waarvan 4000 specifiek uit Nederland. De eerste homo-affiche dateert uit 1968, met een hausse aan affiches uit de periode 1975 en 1995. De verzameling wordt nog altijd aangevuld en is gedigitaliseerd. De collectie toont bijna 50 jaar beeld van de homo-emancipatie en homocultuur.

### Verzameling De Roos

#### Geschiedenis van de verzameling
Jan de Roos werd geboren te Leeuwarden op 1 maart 1902, als zoon van de scheepstimmerman Johannes de Roos (1871-1937) en diens echtgenote Tjitske Siegersma (1872-1932), schippersdochter uit Vrouwenparochie. Vader de Roos stamde uit een Fries scheepsbouwersgeslacht te Leeuwarden. Tot 1911 woonde het gezin De Roos naast de werf, daarna in een nieuw woonhuis aan het gedeelte van Oldegalileën voorbij de Houtpolle, dat officieus Blokkepad werd genoemd. In deze bedrijvige omgeving groeide de jonge De Roos op. Hij kon goed leren en werd, na de christelijke lagere school aan de Margaretha de Heerstraat te hebben afgelopen, in 1914 leerling van het Stedelijk Gymnasium aan de Noorderweg. Op 24 juni 1920 behaalde hij het diploma Gymnasium alpha en in november daaraanvolgend legde hij met goed gevolg een aanvullend examen af in de bèta-vakken, dat toelating mogelijk maakte tot een wiskundige studie.

#### Verzamelen van oorlogsdocumentatie
Historisch besef bracht De Roos ertoe oorlogsdocumentatie te verzamelen. In een tijd dat de meeste mensen andere prioriteiten stelden, nam hij zich voor zo veel mogelijk de papieren neerslag van deze periode bijeen te brengen, als bewijsstukken van het gebeurde voor komende generaties. Een moeilijke opgave, waarmee hij na de bevrijding is doorgegaan. Het belangrijkste deel van de vergaarde documentatie bestaat uit de hier gecatalogiseerde verzameling affiches.
Op verschillende manieren kwam De Roos aan het materiaal. Door zijn werk op het Gemeentehuis van Achtkarspelen kon hij beslag leggen op gave exemplaren van Nederlandse en Duitse proclamaties en verordeningen. Gedurende de gehele oorlogstijd was het mogelijk langs deze weg uit het door de bezetter aan de lagere overheden toegestuurde propagandamateriaal te blijven putten.
Aan de hand van de collectie kan worden verondersteld, dat hij ook door bevriende collega-ambtenaren bijvoorbeeld te Sneek en Franeker van publicaties werd voorzien. Een andere tactiek was de rechtstreekse persoonlijke benadering van de beheerders van de distributiepunten der nationaalsocialistische propaganda, zowel in zijn woonplaats als elders in het land. De Roos zag dit als puur zakelijke contacten in het belang van de wetenschap en de benaderde nazi-functionarissen stelden hem, vaak enigszins verbaasd, de gevraagde affiches en publicaties ter hand. 
Door uitlening heeft het materiaal nogal geleden, terwijl er ook het een en ander is zoekgeraakt en de door De Roos in de collectie aangebrachte ordening nogal verstoord raakte. In 1984 werd de gehele collectie (onder voorwaarden) geschonken aan het Gemeentearchief van Leeuwarden. Tot zijn ziekte heeft de heer De Roos zich beziggehouden met het herstellen van de (voorlopige) ordening van het materiaal.

### Overige verzamelingen in Nederland
- Geheugen van Nederland met 5000 affiches
- Haags Gemeentearchief met 7000 exemplaren
- Documentatiecentrum Nederlandse Politieke Partijen met 2500 exemplaren
- Nederlands Archief Grafisch Ontwerpers (NAGO)
- Filmmuseum
- Gemeente Archief Amsterdam
- Internationaal Instituut voor Sociale Geschiedenis
- Affichemuseum in Hoorn met 23.000 stuks
- Bij Huis van Alijn in Gent heeft André de Poorter een collectie van 800 circusaffiches bijeengebracht

## Bekende Nederlandse verzamelaars zijn of waren
- Bart Boumans
- Gielijn Escher
- Jacques G. de Jong
- Martijn F. Le Coultre
- Werner Löwenhardt
- Wilma Wabnitz